# Hans Loritz
Hans Loritz (Augsburg, 21 december 1895 - Neumünster, 31 januari 1946) was een Duitse SS-Oberführer. Hij was commandant van de concentratiekampen Esterwegen, Dachau en Sachsenhausen.
In 1930 werd Loritz lid van de NSDAP en de SS en in 1933 werd hij als officier ingezet in het nieuwe concentratiekamp Dachau. Na een periode van ongeveer een jaar werken in Dachau, werd Loritz in juli 1934 commandant van het concentratiekamp Esterwegen. Deze functie bekleedde hij twee jaar, om daarna weer terug te keren naar Dachau. Hij volgde daar op 31 maart 1936 Heinrich Deubel op als kampcommandant. Loritz breidde het kamp gestaag uit en werd na bijna drie jaar dienst, op 7 januari 1939 vervangen door Alex Piorkowski.
Hierna trok Loritz zich terug van de concentratiekampen en ging aan de slag bij de Allgemeine-SS in Klagenfurt. In 1940 kreeg Loritz echter het verzoek van Himmler om Walter Eisfeld te vervangen als commandant van concentratiekamp Sachsenhausen. Hij accepteerde het aanbod en bleef in Sachsenhausen tot 1942 aan het roer, maar moest toen op verzoek van Oswald Pohl, leider van de SS-Wirtschafts-Verwaltungshauptamt, vertrekken. Hij werd overgeplaatst naar een concentratiekamp in Noorwegen. Hier bracht hij het verdere verloop van de oorlog door.
Na de oorlog werd hij gearresteerd en gevangengezet in een interneringskamp in Neumünster. Hij zou worden berecht door de Sovjet-Unie, maar pleegde op 31 januari 1946 zelfmoord. 

## Carrière
Loritz bekleedde verschillende rangen in zowel de Allgemeine-SS als Waffen-SS. De volgende tabel laat zien dat de bevorderingen niet synchroon liepen.
| Datums            | Beiers leger  | Politie           | Allgemeine-SS          |
| ----------------- | ------------- | ----------------- | ---------------------- |
| 2 september 1914  | Soldat        | —                 | —                      |
| 1 maart 1915      | Gefreiter     | —                 | —                      |
| 22 juni 1916      | Unteroffizier | —                 | —                      |
| 1 april 1921      | —             | Hauptwachtmeister | —                      |
| 1 september 1930  | —             | —                 | SS-Anwärter            |
| 15 december 1930  | —             | —                 | SS-Mann                |
| 1 augustus 1931   | —             | —                 | SS-Scharführer         |
| 15 november 1931  | —             | —                 | SS-Sturmführer         |
| 11 april 1932     | —             | —                 | SS-Sturmhauptführer    |
| 23 augustus 1932  | —             | —                 | SS-Sturmbannführer     |
| 15 juli 1933      | —             | —                 | SS-Obersturmbannführer |
| 22 maart 1934     | —             | —                 | SS-Standartenführer    |
| 15 september 1935 | —             | —                 | SS-Oberführer          |

## Lidmaatschapsnummers
- NSDAP-nr.: 298 668[2] (lid 1 augustus 1930[1])
- SS-nr.: 4 165[2]

## Onderscheidingen
- IJzeren Kruis, 2e Klasse[2](1915[1])
- Gewondeninsigne 1918 in zilver[2][3] op 7 februari 1921[1]
- Bayerisches Flugzeugbeobachterabzeichen[3] op 30 december 1918[1]
- SS-Ehrenring[2]
- Ehrendegen des Reichsführers-SS[2]
- Erekruis voor Frontstrijders in de Wereldoorlog[2] op 20 december 1934[1]